# 2271 Кісо
2271 Кісо (2271 Kiso) — астероїд головного поясу, відкритий 22 жовтня 1976 року.
Тіссеранів параметр щодо Юпітера — 3,337.